# عبدالمنان عمری
عبدالمنان عمری عالم اسلامی و سیاستمدار اهل افغانستان است. وی در ۷ سپتامبر ۲۰۲۱ به حیث سرپرست وزارت فواید عامه منصوب گردید.